# إنذار الفصام

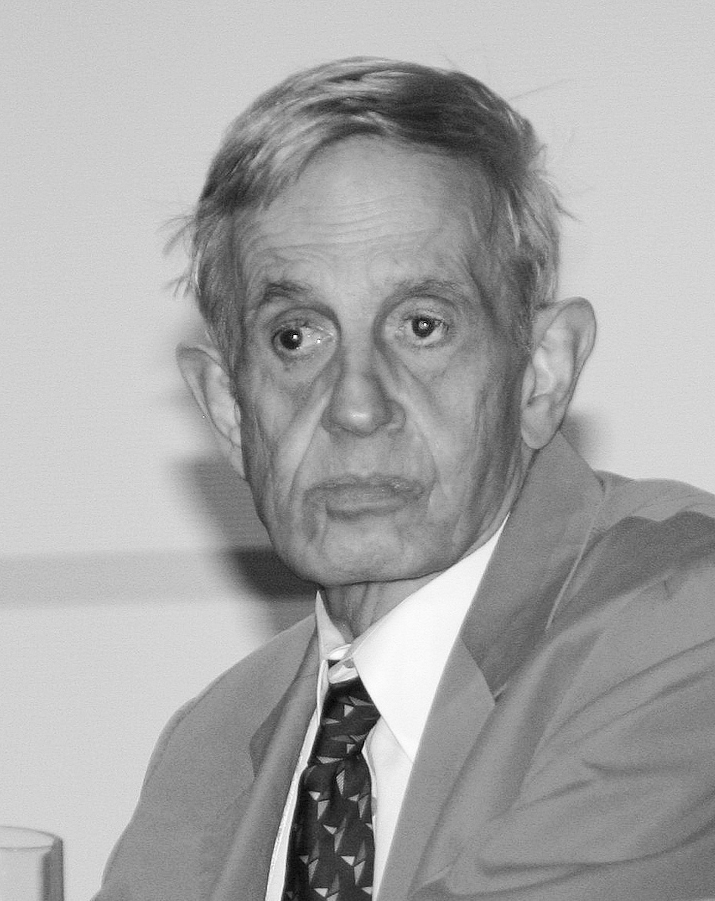
جون فوربس ناش، عالم رياضيات أمريكي وحائز على جائزة نوبل في الاقتصاد عام 1994

يتنوع إنذار الفصام على المستوى الفردي. في العموم، كان للفصام تكاليف بشرية واقتصادية كبيرة. يؤدي الفصام إلى انخفاض متوسط العمر المتوقع من 12 إلى 15 عامًا، ويعود ذلك أساسًا إلى ارتباطه بالسمنة وقلة التمارين والتدخين، في حين يلعب معدل الانتحار المتزايد دورًا أقل. زادت هذه الاختلافات في متوسط العمر المتوقع بين سبعينيات وتسعينيات القرن المنصرم، وبين التسعينيات والعقد الأول من القرن الحادي والعشرين. لم يتغير هذا الاختلاف تغيرًا كبيرًا في فنلندا على سبيل المثال، حيث يوجد نظام صحي مع وصول مفتوح للرعاية.
يعد الفصام سببًا رئيسيًا للإعاقة. يعاني ما يقارب ثلاثة أرباع المصابين بالفصام من إعاقة مستمرة مع انتكاسات. قد يُشفى المصابون شفاءً تامًا وقد يؤدي بعضهم الآخر وظائفهم في المجتمع أداءً جيدًا.
يعيش معظم المصابين بالفصام مستقلين بدعم من المجتمع. تكون النتيجة طويلة الأمد لدى الأفراد بعد أول نوبة من الذهان جيدة في 42% من الحالات، ومتوسطة في 35% من الحالات، وسيئة في 27% من الحالات. تبدو نتائج الفصام أفضل في البلدان النامية منها في العالم المتقدم. تعتبر هذه الاستنتاجات موضع تساؤل.
يترافق الفصام مع معدل انتحار أعلى من المتوسط. استُشهد بهذا بنسبة 10%، لكن وضع تحليل أحدث للدراسات والإحصائيات التقدير عند 4.9%، وغالبًا ما يحدث في الفترة التي تلي بدء المرض أو بعد أول دخول إلى المستشفى. تعد محاولات الانتحار أكثر. تتواجد مجموعة متنوعة من الأسباب وعوامل الخطر.

## سير المرض
بعد متابعة طويلة الأمد، يسجل نصف المصابين بالفصام نتائج إيجابية، في حين يعاني 16% من تأخر في الشفاء بعد سير مبكر مستمر. في العادة، ينبئ سير المرض في أول عامين بسيره طويل الأمد. ارتبط التدخل الاجتماعي المبكر أيضًا بتسجيل نتيجة أفضل. اعتُبرت النتائج مهمة في نقل المرضى والمهن والأطباء بعيدًا عن الاعتقاد السائد بالطبيعة المزمنة للحالة.
مع ذلك، تعتبر هذه النتيجة في المتوسط أسوأ من غيرها من الاضطرابات الذهانية والنفسية الأخرى، على الرغم من أن عددًا متواضعًا من المصابين بالفصام يخف مرضهم ويبقون بصحة جيدة، وبعضهم لا يحتاج إلى أدوية وقائية.
وجدت دراسة سريرية استخدمت معايير شفاء صارمة (هجوع متزامن للأعراض الإيجابية والسلبية وأداء اجتماعي ومهني مناسب لمدة عامين مستمرين) أن معدل الشفاء بلغ 14% خلال السنوات الخمس الأولى. وجدت دراسة مجتمعية مدتها 5 سنوات أن 62% أظهروا تحسنًا عامًا على مقياس مركب من النتائج السريرية والوظيفية.

### التقدم بالسن
يتراوح معدل انتشار مرض الفصام لدى البالغين من سن 65 وما فوق بين 0.1-0.5%. تترافق الشيخوخة مع تفاقم أعراض الفصام. تميل الأعراض الإيجابية إلى الانخفاض مع التقدم بالسن، لكن الأعراض السلبية والضعف الإدراكي يستمران في التفاقم.
يعد كبار السن المصابون بالفصام عرضة للأعراض الجانبية خارج الهرمية والسمية المضادة للكولين والتركين بسبب زيادة دهون الجسم وانخفاض الماء الكلي في الجسم وانخفاض الكتلة العضلية. يتناول كبار السن ذوي البدء المتأخر للفصام نصف الجرعة النموذجية للمسنين ذوي البدء المبكر. يعد العلاج الدوائي المستمر شائعًا لدى المسنين المصابين بالفصام وقد تزيد الجرعة مع التقدم بالسن.
تظهر اختلافات بين الجنسين فيما يتعلق بتأثير التقدم بالسن على الفصام. يتظاهر الرجال المصابون بالفصام بأعراض أشد في المرحلة البدئية من المرض، ويتحسنون تدريجيًا مع التقدم بالسن. تميل الأعراض لدى النساء المصابات بالفصام إلى أن تكون أخف في البداية، وتتطور وتشتد الأعراض مع التقدم بالسن.
قد يؤدي الاحتمال الضعيف للزواج والإمكانية الكبيرة للبقاء على قيد الحياة بعد وفاة الوالدين والأشقاء إلى الانعزال الاجتماعي مع تقدم المريض بالسن.